# A Salamon-szigetek az olimpiai játékokon
A Salamon-szigetek első alkalommal 1984-ben vett részt az olimpiai játékokon, és azóta minden nyári sportünnepen képviseltette magát, de télin még egyszer sem voltak jelen sportolói.
Egyetlen Salamon-szigeteki olimpikon sem szerzett eddig érmet.
A Salamon-szigeteki Nemzeti Olimpiai Bizottságot 1983-ban alapították, és a NOB még abban az évben felvette tagjai sorába.